# Klaus Doldinger
 (août 2015).
Si vous disposez d'ouvrages ou d'articles de référence ou si vous connaissez des sites web de qualité traitant du thème abordé ici, merci de compléter l'article en donnant les références utiles à sa vérifiabilité et en les liant à la section « Notes et références ».

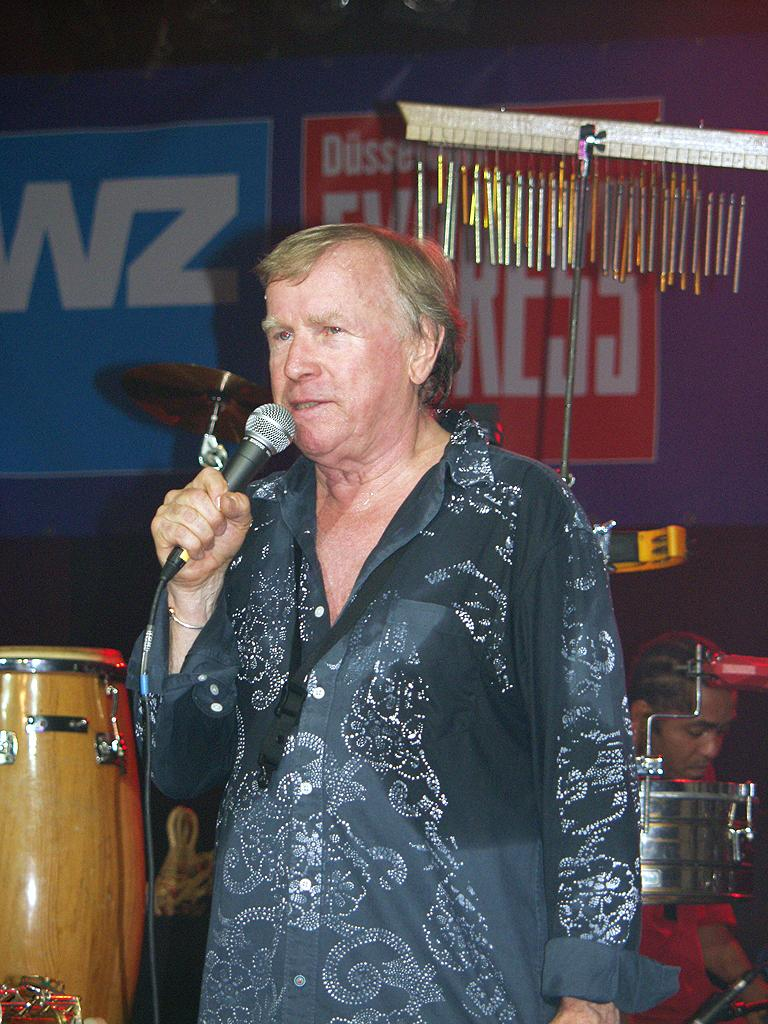
Klaus Doldinger à Düsseldorf en 2004

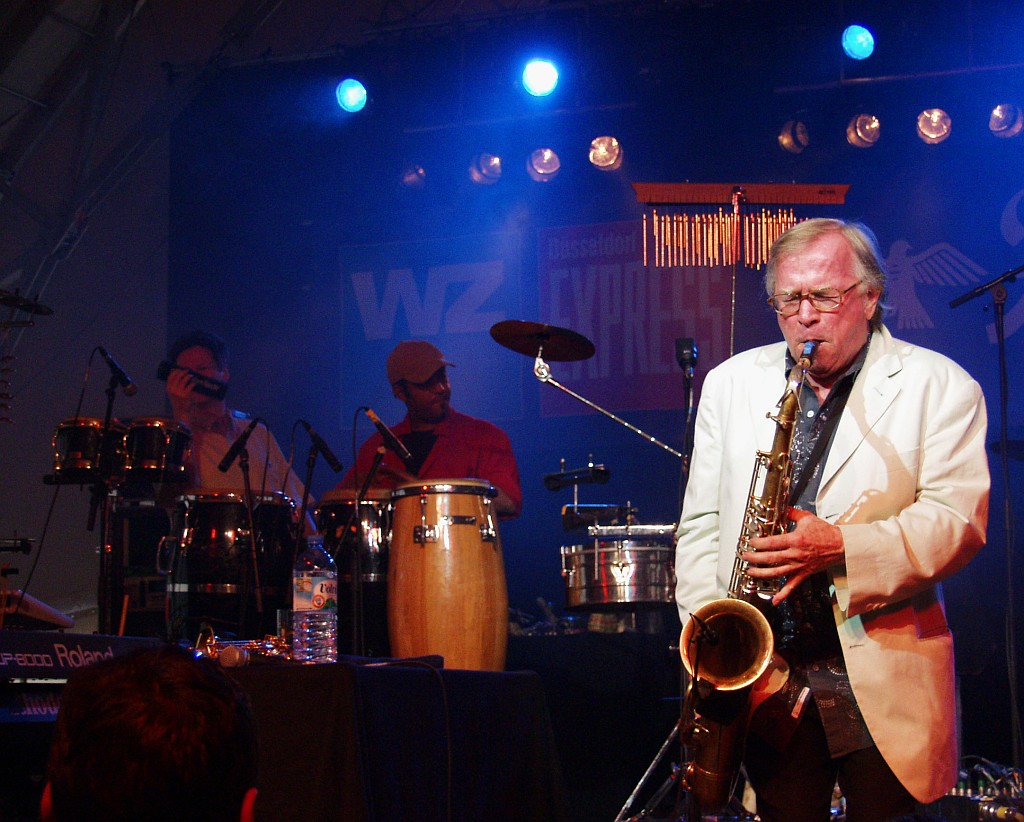
2004 au concert à Düsseldorf

Klaus Doldinger est un saxophoniste et compositeur allemand, né le 12 mai 1936 à Berlin. Il est surtout connu comme musicien de jazz et comme compositeur de musique de film.

## Biographie
Entre 1947 et 1957, Doldinger fréquente un conservatoire à Düsseldorf. Pendant ce temps, il fréquente le milieu de la musique avec le groupe The Feetwarmers et Oscar's Trio depuis 1953.
Il étudie la musicologie et fait une formation comme ingénieur du son. Il fait sa première tournée aux États-Unis en 1960 puis crée en 1962 le Klaus Doldinger Quartett.
À partir de 1964, il compose pour l'industrie publicitaire, le théâtre et le cinéma. Il fait sa première bande son avec Negresco en 1968.
En 1970, il écrit le générique pour la série policière allemande Tatort.
En 1971, il fonde le groupe Passport, avec lequel il publie 28 albums.
En 1981, il obtient un succès mondial avec la musique du film Le Bateau (Das Boot).
En 1984, il écrit certains morceaux de la musique du film l'Histoire sans fin.

### Vie personnelle
Depuis 1960, Klaus Doldinger est marié avec Inge Beck. Il est père de trois enfants : Viola, Melanie et Nicolas Doldinger. Depuis 1968 il habite à Munich.

## Filmographie

### Cinéma

#### Longs métrages
- 1968 : Negresco**** de Klaus Lemke
- 1970 : How Did a Nice Girl Like You Get Into This Business? (en) (Mir hat es immer Spaß gemacht) de Will Tremper
- 1973 : ...aber Jonny! d'Alfred Weidenmann
- 1974 : Einer von uns beiden de Wolfgang Petersen
- 1975 : Bis zur bitteren Neige de Gerd Oswald
- 1975 : Das Netz de Manfred Purzer
- 1976 : The Swiss Conspiracy de Jack Arnold
- 1977 : La Vedette (Der Hauptdarsteller) de Reinhard Hauff
- 1978 : Le Second Éveil de Christa Klages (Das zweite Erwachen der Christa Klages) de Margarethe von Trotta
- 1978 : Moritz, lieber Moritz de Hark Bohm
- 1979 : Der Sturz de Alf Brustellin
- 1981 : Le Bateau (Das Boot) de Wolfgang Petersen
- 1983 : Wie hätten Sie's denn gern? de Rolf von Sydow
- 1983 : Die wilden Fünfziger de Peter Zadek
- 1984 : L'Histoire sans fin (Die unendliche Geschichte / The NeverEnding Story) de Wolfgang Petersen
- 1988 : Monsieur Spalt par exemple (Z.B. ... Otto Spalt) de René Perraudin
- 1988 : Lui et moi (Ich und er) de Doris Dörrie
- 1989 : Torquemada de Stanislav Barabáš
- 1990 : Neuner de Werner Masten
- 1990 : Petit Pierre au pays des rêves (Peterchens Mondfahrt) de Wolfgang Urchs
- 1990 : Vorwärts de René Perraudin
- 1992 : Les Vaisseaux du cœur (Salt on Our Skin) d'Andrew Birkin
- 1993 : Grüß Gott, Genosse de Manfred Stelzer
- 1993 : Wer zweimal lügt de Bertram von Boxberg
- 1993 : État sauvage de Werner Masten
- 1998 : Palmetto de Volker Schlöndorff
- 2000 : Verzweiflung de Marcus Lauterbach
- 2000 : Vasilisa d'Elena Shatalova

#### Courts métrages
- 1976 : Germany (Documentaire)
- 1980 : Rückwärts
- 1982 : Was sein muß, muß sein
- 1991 : U96: Das Boot
- 1997 : Living Dead
- 2006 : Home
- 2015 : Die Alraune und das Schwert

### Télévision

#### Séries télévisées
- 1966 : Schaumagazin
- 1966-1977 : Jörg Preda berichtet (39 épisodes)
- 1971-2018 : Tatort (34 épisodes)
- 1973-1974 : Okay S.I.R. (32 épisodes)
- 1974 : Unter Ausschluß der Öffentlichkeit (20 épisodes)
- 1976 : Alle Jahre wieder: Die Familie Semmeling (mini-série) (3 épisodes)
- 1977 : Halbzeit
- 1977-1978 : Eichholz und Söhne (13 épisodes)
- 1977-1986 : Le Renard (3 épisodes)
- 1978-1981 : Inspecteur Derrick (Derrick) (2 épisodes)
- 1981-2010 : Un cas pour deux (9 épisodes)
- 1985-1987 : Le Bateau (Das Boot) (mini-série) (3 épisodes)
- 1987 : Voyage en enfer (Flight Into Hell) (mini-série)
- 1988 : Nonni und Manni (3 épisodes)
- 1988-1998 : Liebling Kreuzberg (10 épisodes)
- 1989 : Peter Strohm (1 épisode)
- 1990 : Ekkehard (mini-série) (6 épisodes)
- 1992-1998 : Wolff, police criminelle (Wolffs Revier, puis Wolff, kampf im Revier) (9 épisodes)
- 1992 : Peterchens Mondfahrt (mini-série)
- 1993 : Hecht & Haie
- 1993 : Die Piefke-Saga (mini-série) (1 épisode)
- 1994 : Faust (1 épisode)
- 1994-1995 : Wir sind auch nur ein Volk (8 épisodes)
- 1994-1995 : Alles außer Mord! (3 épisodes)
- 1995 : A.S. (6 épisodes)
- 1996 : Ärzte (1 épisode)
- 1996 : Section K3 (1 épisode)
- 1996-2013 : Police 110 (3 épisodes)
- 1997 : Sperling (1 épisode)
- 1997 : Der Mordsfilm (1 épisode)
- 1997-1998 : Großstadtrevier (2 épisodes)
- 1998 : Hitlers Helfer (série documentaire) (1 épisode)
- 2007 : Rosa Roth (1 épisode)
- 2010-2011 : Der Bulle und das Landei (2 épisodes)
- 2012 : Pfarrer Braun (1 épisode)
- 2013 : Doomsday: World War I (mini-série documentaire) (3 épisodes)
- 2013-2017 : Schätze der Welt - Erbe der Menschheit (série documentaire) (3 épisodes)

#### Téléfilms
- 1968 : Wirb oder stirb
- 1970 : Baal
- 1970 : Ein Wochenende
- 1970 : Eine Rose für Jane
- 1971 : Der plötzliche Reichtum der armen Leute von Kombach
- 1972 : Ein Toter stoppt den 8 Uhr 10
- 1972 : Sommer-Sprossen
- 1976 : Vier gegen die Bank
- 1977 : Sanfter Schrecken
- 1977 : Das Rentenspiel
- 1977 : Planübung (de)
- 1978 : Die Ängste des Dr. Schenk
- 1978 : L'Échiquier de la passion (Schwarz und weiß wie Tage und Nächte) de Wolfgang Petersen
- 1978 : ...Von Herzen mit Schmerzen
- 1979 : Appartement für drei
- 1979 : ...es ist die Liebe
- 1979 : Andreas Vöst
- 1980 : Wer anderen eine Grube gräbt
- 1981 : Mit Gewissenhaftigkeit und Würde
- 1983 : Les Évadés du triangle d'or (Love Is Forever) de Hall Bartlett
- 1983 : Quatre espions dans la place (Satan ist auf Gottes Seite)
- 1986 : Die Stunde des Leon Bisquet
- 1988 : Les Otages de la terreur (Das Rattennest) de John Herzfeld
- 1991 : Hurenglück
- 1993 : Die Umarmung des Wolfes
- 1994 : Tödliche Wahrheit
- 1996 : Alles wegen Robert De Niro
- 1996 : Das tödliche Auge
- 1997 : Agentenfieber
- 1997 : Le Bébé de la chance (Verdammtes Glück) de Bernhard Stephan
- 1997 : Null Risiko und reich
- 1997 : Schmutzige Wahrheit
- 1998 : Wie stark muß eine Liebe sein
- 2000 : Zimmer mit Frühstück
- 2003 : Im Schatten der Macht
- 2003 : Le prince du désert
- 2006 : Drei Schwestern made in Germany
- 2007 : Ein Leben wie im Flug
- 2009 : Die Frau, die im Wald verschwand
- 2011 : Ein Schatz fürs Leben - Abenteuer in Panama
- 2017 : Das doppelte Lottchen